# کانال مسکو

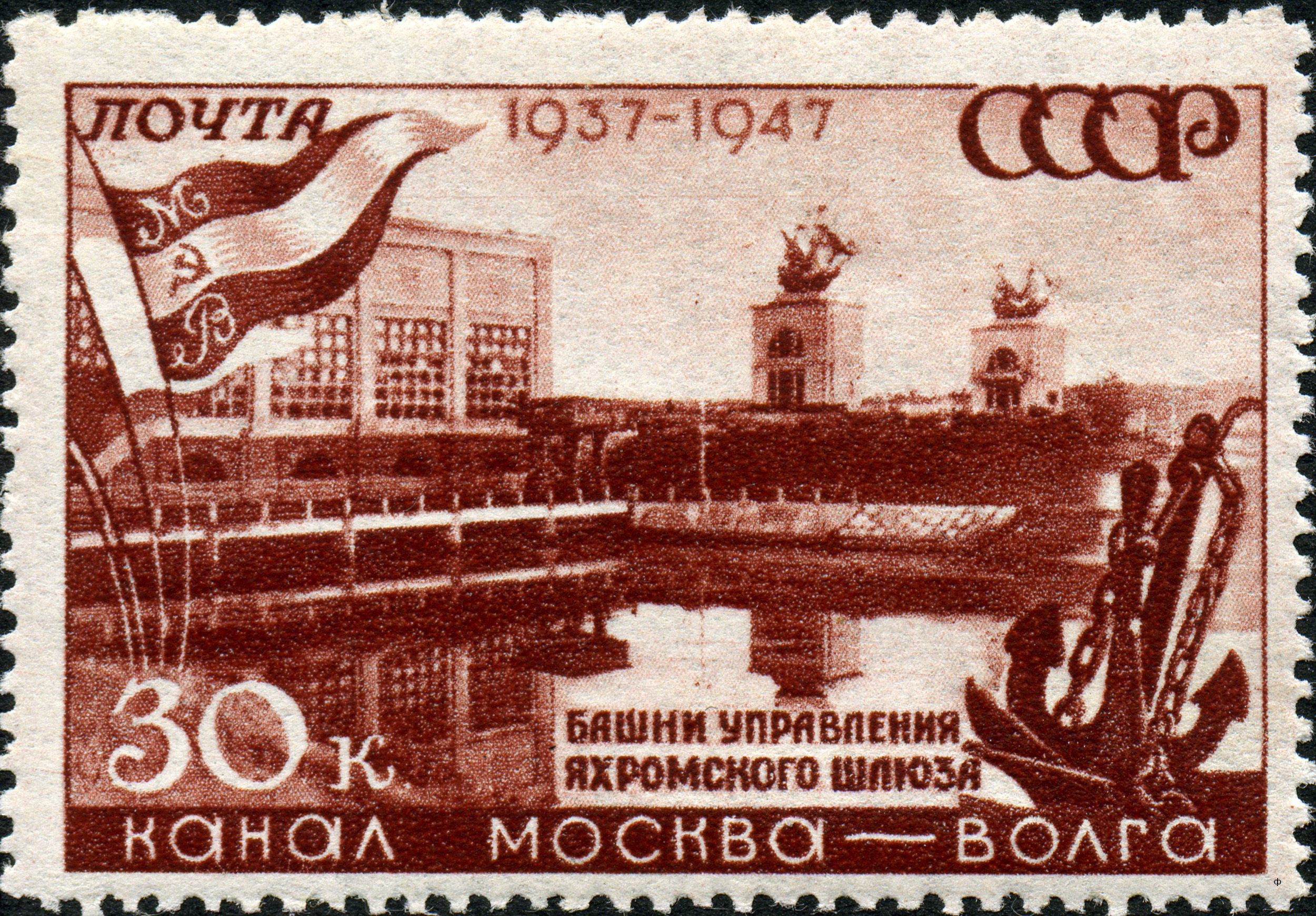
تصویر کانال مسکو-ولگا روی تمبری مربوط به سال ۱۹۴۷

کانال مسکو (روسی: Кана́л и́мени Москвы́ کانال مسکو-ولگا (که تا سال ۱۹۴۷ کانال مسکو-ولگا نامیده می‌شد) کانالی در روسیه است که رود موسکوا به ولگا متصل می‌کند. این کانال در خود مسکو و در استان مسکو واقع شده است. این کانال به رودخانه مسکو در توشینو (منطقه‌ای در شمال غربی مسکو) متصل می‌شود و از آنجا تقریباً به سمت شمال امتداد می‌یابد تا در شهر دوبنا، درست در بالادست سد مخزن ایوانکوو، به رودخانه ولگا بپیوندد. طول کانال ۱۲۸٫۱ کیلومتر (۷۹٫۶ مایل).
این بنا بین سال‌های ۱۹۳۲ تا ۱۹۳۷ توسط ۲۰۰۰۰۰ زندانی گولاگ، تحت نظارت پلیس مخفی شوروی و ماتوی برمن ساخته شد.

## ساخت و ساز
در اوایل دهه ۱۹۳۰، مسکو به دلیل رشد جمعیت، کمبود آب آشامیدنی و صنعتی را تجربه کرد و ظرفیت خط لوله آب روبلوسکویه پاسخگوی نیازهای آبی پایتخت نبود. در ۱۵ ژوئن ۱۹۳۱، کمیته مرکزی حزب کمونیست شوروی گزارش ال.ام. کاگانوویچ در مورد وضعیت آب در پایتخت و سایر شهرها را تأیید کرد و توصیه استفاده از منابع رودخانه ولگا، واقع در ۱۲۰ کیلومتر (۷۵ مایل) در شمال پایتخت، برای آبرسانی به مسکو و همچنین برای اهداف حمل و نقل.
در ۱ ژوئن ۱۹۳۲، با قطعنامه شماره ۸۵۹ شورای کمیسرهای خلق اتحاد جماهیر شوروی، مسیر کانال از طریق دیمیتروف با دستور «آغاز فوری ساخت کانال آبی ولگا-مسکو» تصویب شد؛ کار فقط برای دو سال تا نوامبر ۱۹۳۴ اختصاص داده شد. رئیس سابق او جی پی یو بلومورستروی، لی کوگان، در ۹ ژوئن ۱۹۳۲ به عنوان رئیس ساخت و ساز منصوب شد.
در ۱۴ سپتامبر ۱۹۳۲، به دستور شماره او جی پی یو ۸۸۹، اردوگاه کار اصلاحی دمیتروسکی به ریاست تأمین‌کننده اصلی سابق گولاگ سازماندهی شد. منابع کانال دریای سفید-بالتیک به اداره جدید «دمیتلاگ» منتقل شد.
تعداد زندانیان در محل ساخت کانال در یک زمان به ۱۹۶۰۰۰ نفر رسید. ایگور کوویرکوف از موزه تاریخی و هنری دولگوپرودنی تخمین زد که بیش از ۶۰۰۰۰۰ زندانی از محل ساخت کانال عبور کرده‌اند. از این تعداد، ۲۲۸۴۲ مورد مرگ مرتبط با کار در کانال در بیمارستان‌ها ثبت شده است، که شامل افرادی که در محل کار کشته شده‌اند یا مورد اصابت گلوله قرار گرفته‌اند، نمی‌شود.
در ۱۷ آوریل ۱۹۳۷، دروازه‌ها باز شدند و آب‌های ولگا شروع به پر کردن کانال کردند. ساخت و ساز در ۱ ژوئیه به پایان رسید و کانال در مراسمی در ۱۴ ژوئیه ۱۹۳۷ افتتاح شد. در ۱۴ آوریل ۱۹۳۸، به درخواست کمیساریای خلق در امور داخلی، محکومیت زندانیان سابق که دوران محکومیت خود را به پایان رسانده بودند و داوطلبانه برای ساخت کانال مسکو-ولگا و سایر مکان‌ها در آنجا مانده بودند، لغو شد.
با این کانال، مسکو به سیستم یکپارچه آب‌های عمیق روسیه متصل می‌شود، سیستمی بزرگ از کانال‌ها و رودخانه‌ها در روسیه اروپایی که دسترسی به پنج دریا را فراهم می‌کند: دریای سفید، دریای بالتیک، دریای خزر، دریای آزوف و دریای سیاه. به همین دلیل، گاهی اوقات «بندر پنج دریا» نامیده می‌شود (روسی: порт пяти морей). این کانال علاوه بر حمل و نقل، حدود نیمی از مصرف آب مسکو را نیز تأمین می‌کند و سواحل مخازن متعدد آن به عنوان مناطق تفریحی مورد استفاده قرار می‌گیرد.
یکی از بلندترین مجسمه‌های ولادیمیر لنین در جهان، ۲۵-متر (۸۲-فوت) مجسمه که در سال ۱۹۳۷ ساخته شده، در دوبنا، در محل تلاقی رودخانه ولگا و کانال مسکو واقع شده است. مجسمه جوزف استالین که در کنار این مجسمه قرار دارد، با اندازه‌ای مشابه، در سال ۱۹۶۱ در دوره استالین‌زدایی تخریب شد.

## جنگ جهانی دوم
در طول جنگ جهانی دوم و نبرد مسکو، این کانال نقش مهمی در دفاع از مسکو ایفا کرد. نقشه‌های ورماخت این بود که شهر را از شمال و جنوب محاصره کند. برای جلوگیری از این امر، آب از کانال و مخازن به دشت‌های اطراف پمپ می‌شد.

## ابعاد

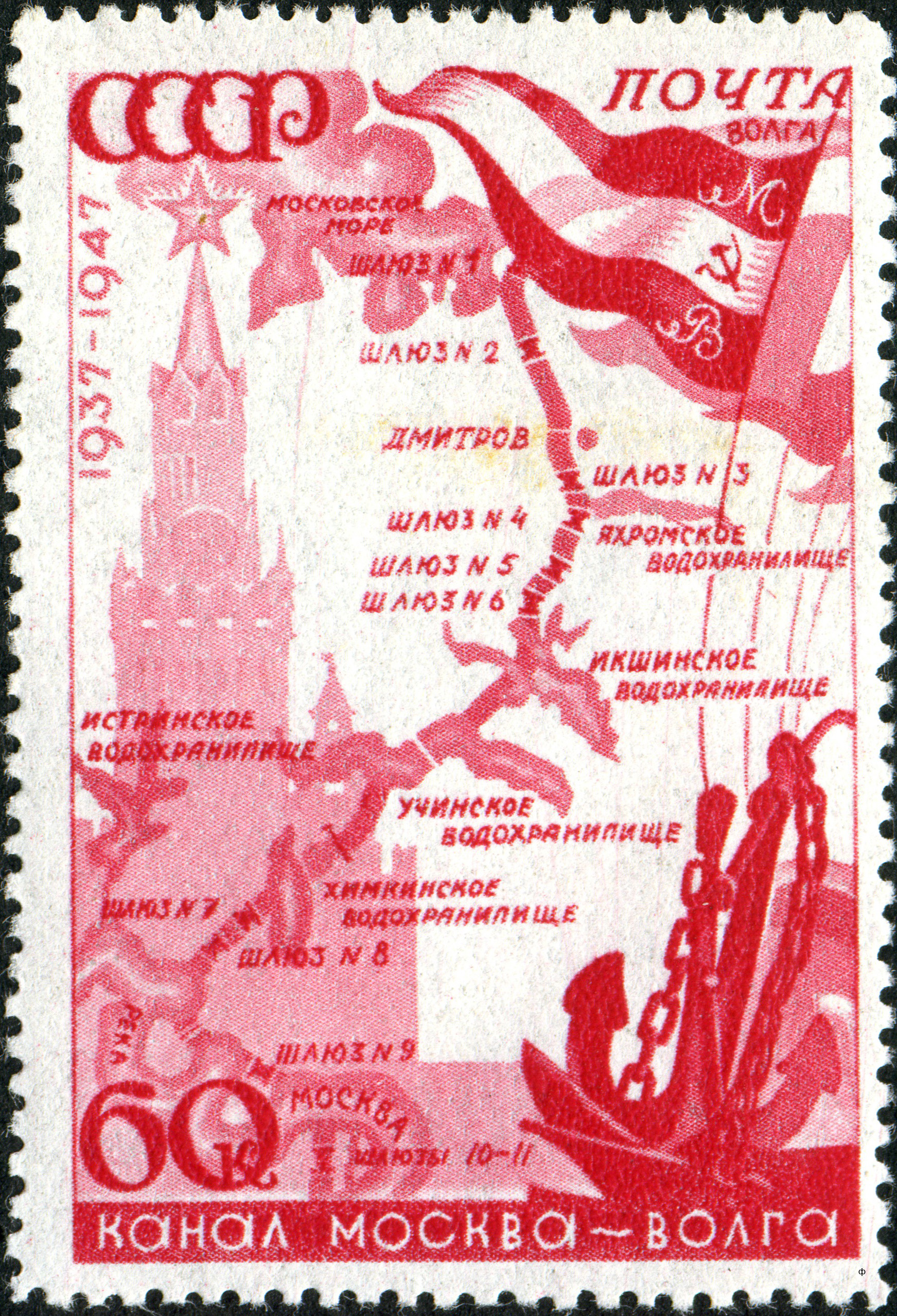
نقشه کانال روی تمبر پستی مربوط به سال ۱۹۴۷

حداقل عمق کانال ۵٫۵ متر (۱۸ فوت) است. و ابعاد قفل آن ۲۹۰ در ۳۰ متر (۹۵۱ در ۹۸ فوت) است. .

## نگارخانه

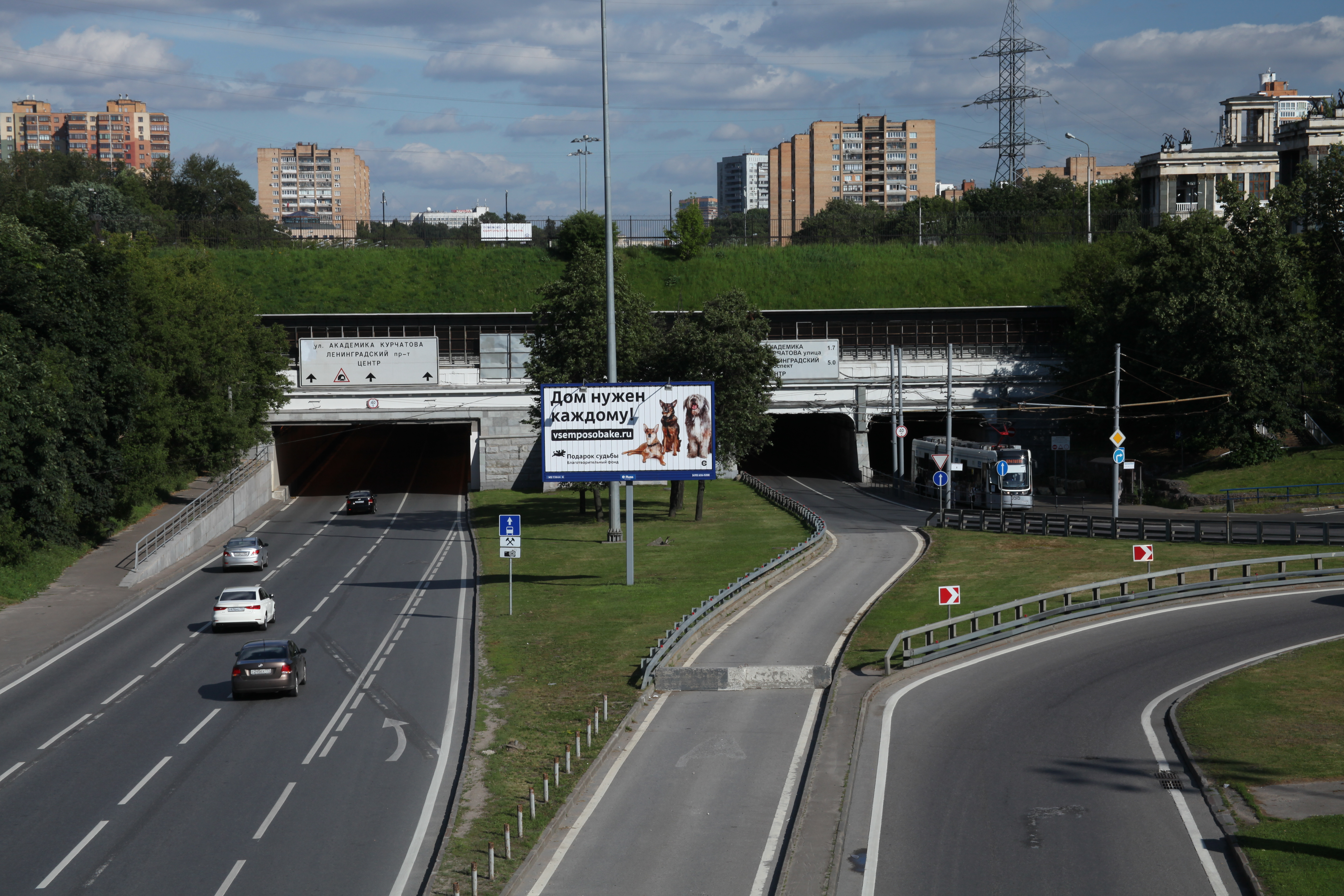
تونل توشینو زیر کانال مسکو قرار دارد
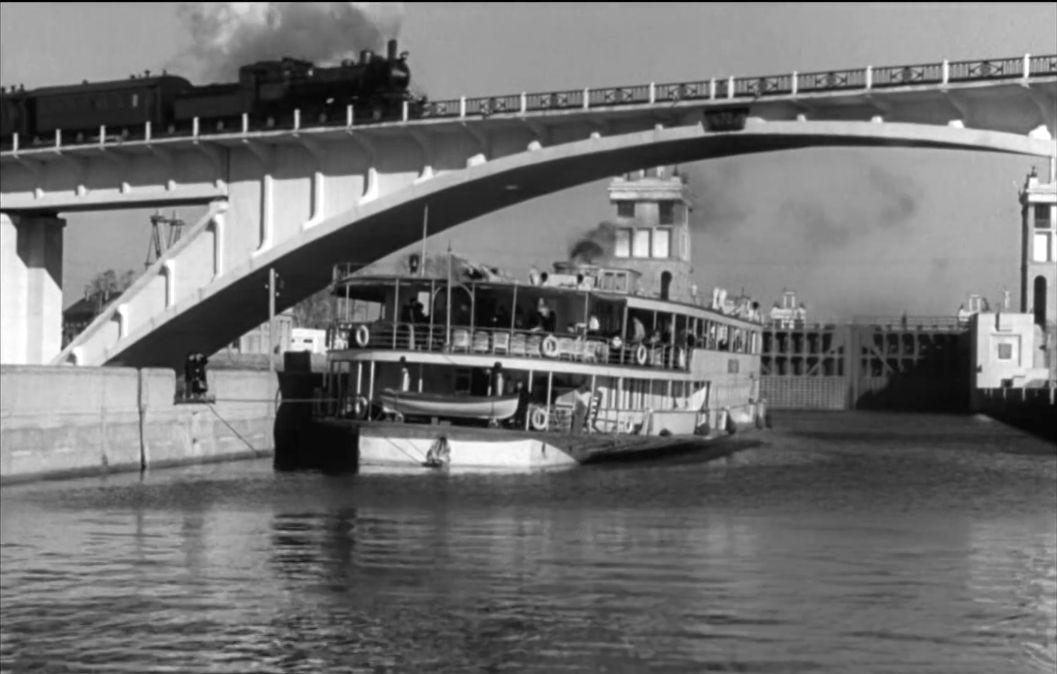
پل باخلیس روی کانال مسکو از فیلم ولگا-ولگا
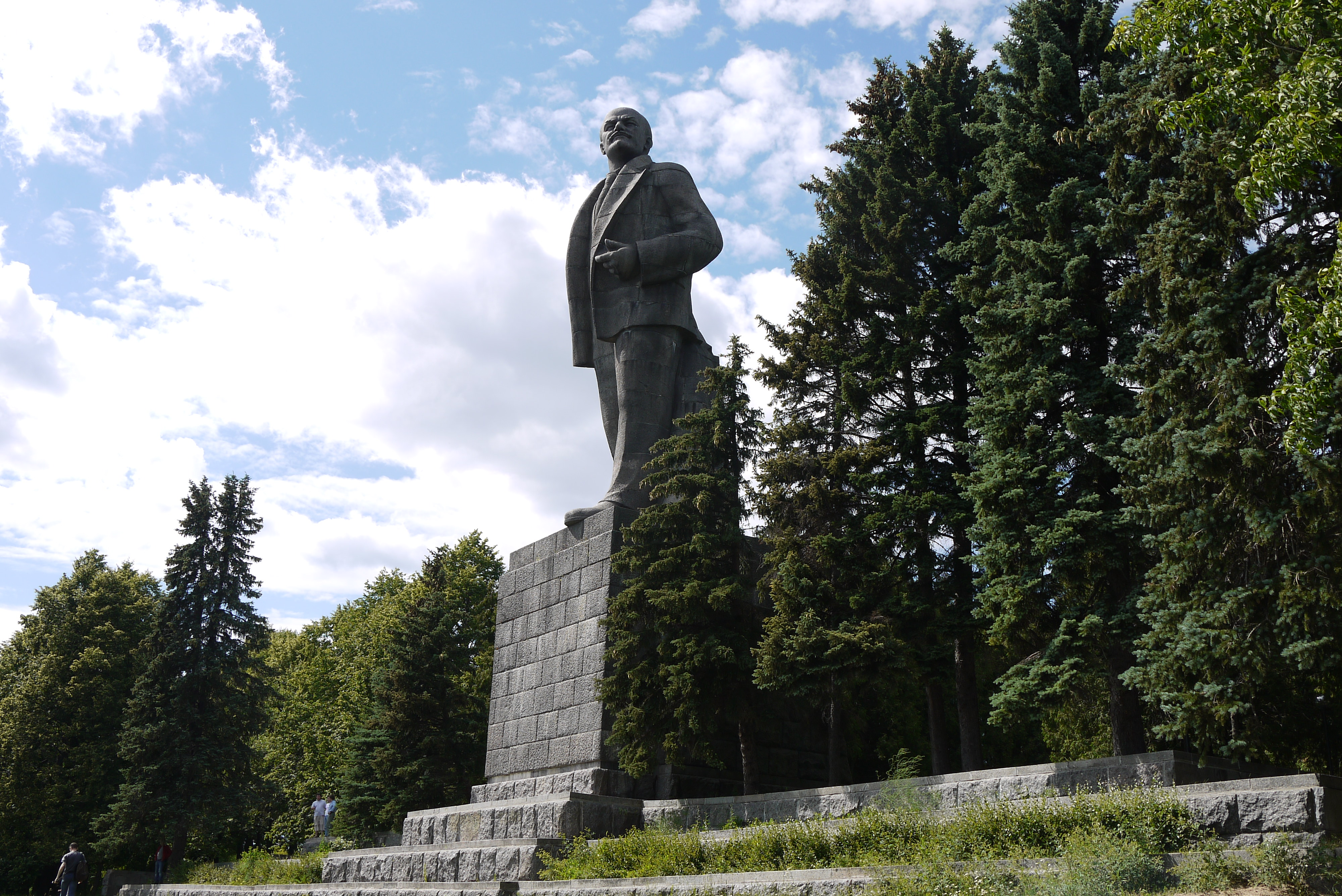
مجسمه لنین در دوبنا
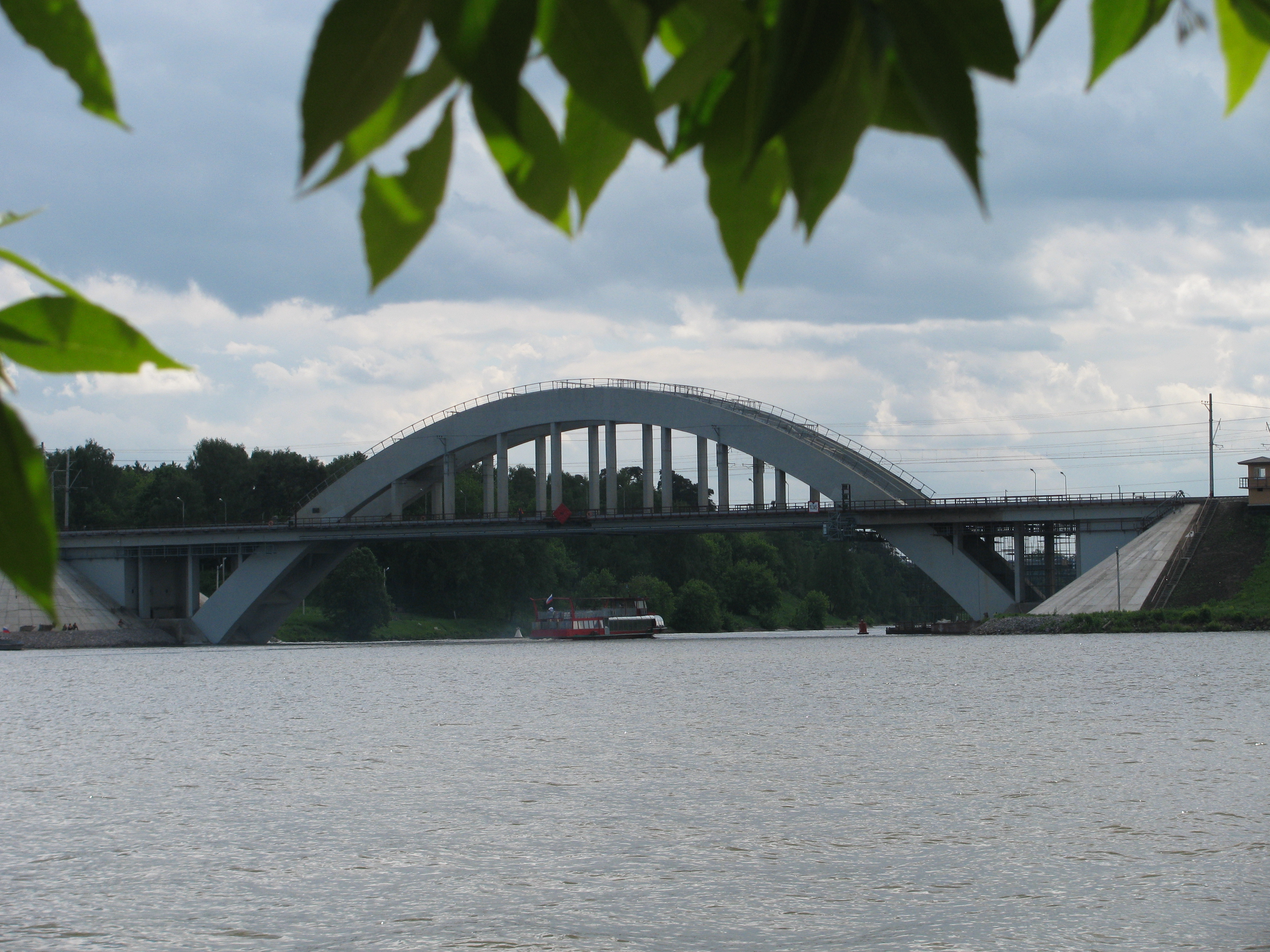
پل راه آهن خیمکی
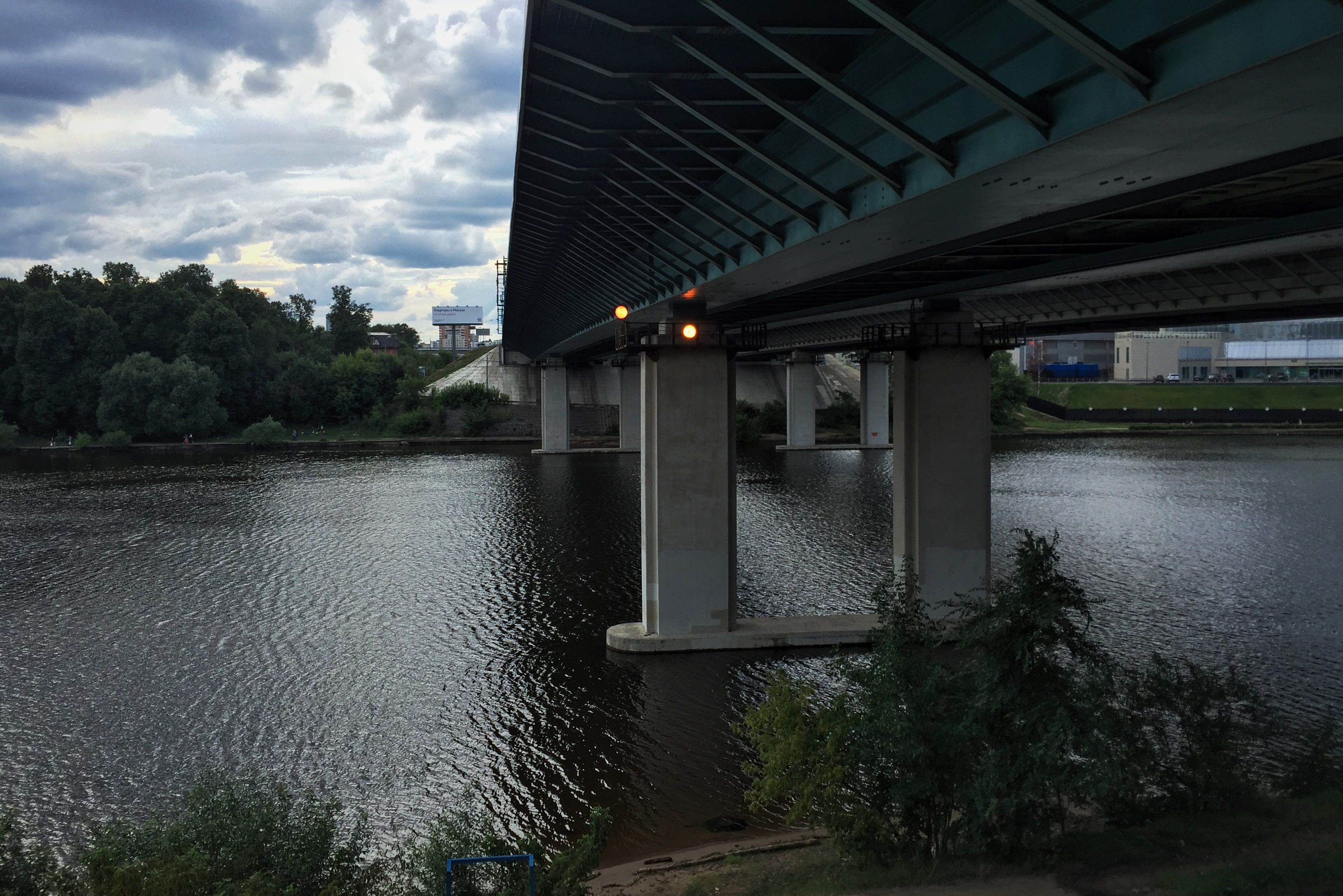
پل خیمکینسکی، مسکو